# Place Jean-Béliveau
La place Jean-Béliveau est une place publique de la ville de Québec. Située au cœur d'ExpoCité, au nord du boulevard Wilfrid-Hamel, elle est bordée par le Centre Vidéotron, le Pavillon Guy-Lafleur et le Grand Marché de Québec.

## Historique

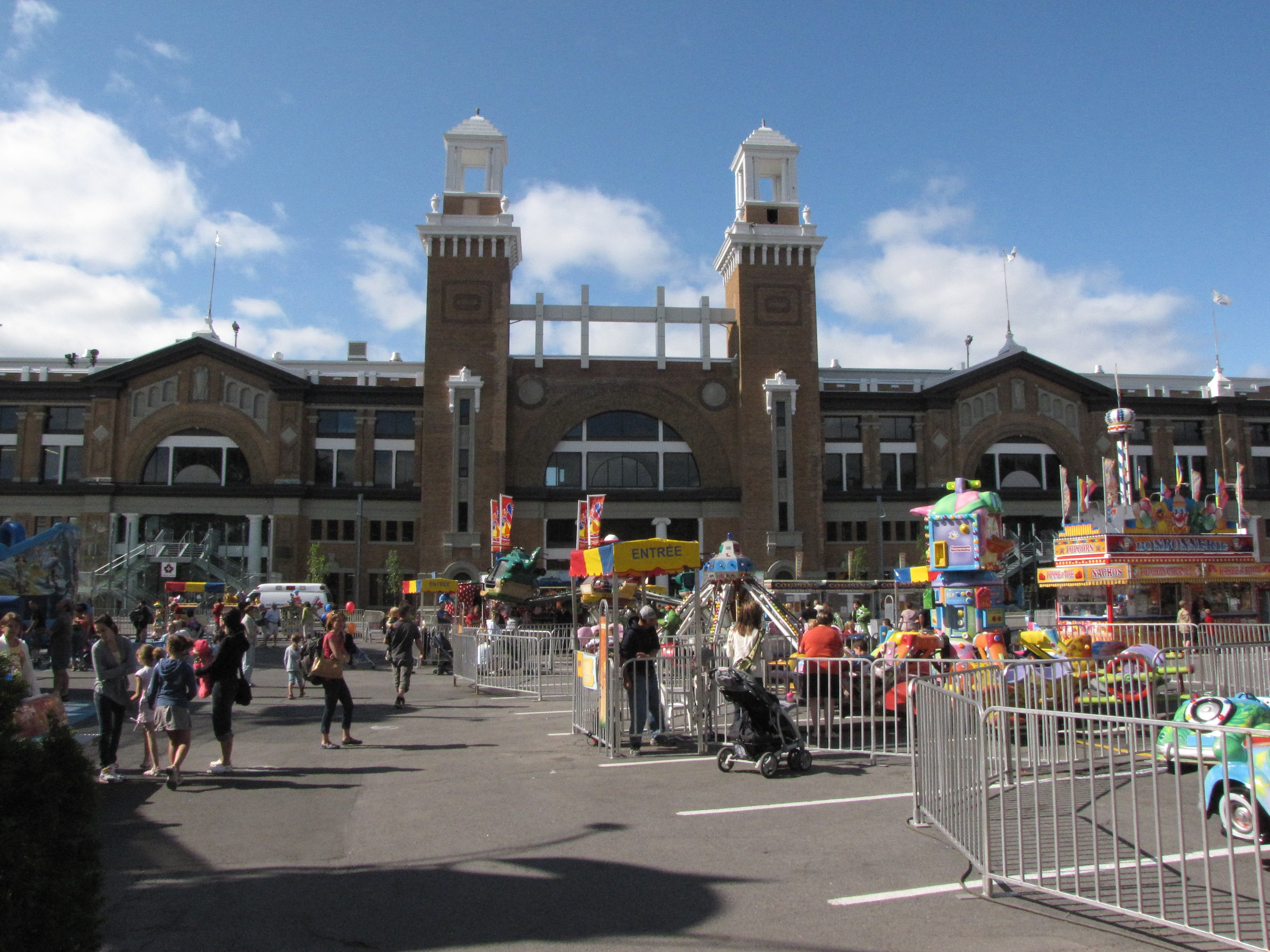
Avant la démolition de l'Hippodrome de Québec en 2012, la place était aménagée en simple stationnement.

La place et le Centre Vidéotron en 2019.

Avant son réaménagement, qui s'est déroulé entre les automnes 2016 et 2017, la place était utilisée comme stationnement. Toutefois, son rôle de place publique était déjà bien implanté dès les années 1910 puisqu'elle recevait régulièrement les foules à l'occasion de l'Exposition provinciale.
La place Jean-Béliveau fut inaugurée le 16 septembre 2017 par le maire Régis Labeaume en compagnie de plusieurs dignitaires et d'Élise Béliveau, veuve du joueur de hockey sur glace Jean Béliveau. La place rend hommage à ce sportif célèbre ayant joué pour les As de Québec, ainsi qu'à d'autres hockeyeurs par le biais d’œuvres dispersées autour de la place.
D'une superficie d'environ 15 000 mètres carrés, elle est principalement dallée. Au centre y trône l’œuvre d'art La Rencontre, plus grande œuvre de bronze coulée au Canada, où deux cerfs se font face dans un jeu de miroir. Au sud de la place se trouve un boisé d'arbres centenaires où est aménagé des jeux pour enfants et surnommé « place de la Famille ».

## Art public
On retrouve plusieurs œuvres d'art public sur la place et ses alentours. La place comporte une allée commémorative consacrée à l'histoire et aux grands noms du hockey à Québec.
- Equa, œuvre de François Léger (1997) : située sur un lien piétonnier pour accéder à la place, ce cheval en bronze rappelle le passé hippique et de foire agricole du lieu.
- La Rencontre, œuvre de Cooke-Sasseville (2017) : elle représente deux cerfs de Virginie tenant en équilibre l’un sur l’autre. Le socle est orné de découpes de lames de patins comme on en trouve traditionnellement sur des rambardes d'escaliers de Limoilou.
- Briser la glace, œuvre d'Éric Lapointe (2018) : une anamorphose représentant le joueur de hockey Jean Béliveau, « évoquant les changements de direction vifs du jeu ».
- Toucher la cible, œuvre de Pierre Brassard et Marie-Pier Lebeau Lavoie (2019) : on y retrouve les frères hockeyeurs slovaques Peter, Marian et Anton Šťastný dans un format géant de jeu de hockey sur table.
- Joe Malone ou Phantom Joe, œuvre de Frédéric Laforge (2021) : elle représente le hockeyeur Joe Malone, « premier héros sportif de Québec » et capitaine des Bulldogs de Québec. Un bulldog se tient à ses côtés, rappelant ainsi la mascotte de l'équipe.
- Hommage aux bénévoles du tournoi Pee-Wee de Québec, œuvre de Guillaume D. Cyr (2021) : statues de bronze du défenseur Sylvain Côté et de la gardienne de but Manon Rhéaume, pionnière québécoise du hockey féminin.
- Trop fort pour la ligue : œuvre de Guillaume Tardif (2021) : Il s'agit d'une oeuvre qui rend hommage à Guy Lafleur alors qu’il évoluait avec les Remparts de Québec. Elle représente un personnage de bronze qui déploie une énergie exceptionnelle à tirer au but. Ce puissant lancer crée l’effet d’une explosion de rondelles dans le filet, qui éclate ainsi en morceaux. L’ensemble de l’œuvre exprime ce que le jeune joueur de 19 ans allait devenir : une légende[9].
- Réal « Buddy » Cloutier : œuvre de Jean-Robert Drouillard (2021) : Fabriquée en aluminium coulé, elle rend hommage à Réal Cloutier alors qu’il jouait dans les Nordiques de l'Association mondiale de hockey (AMH). Avec son bâton à la hauteur des hanches, son dos droit et sa tête relevée, le joueur inspire la confiance et la fierté.

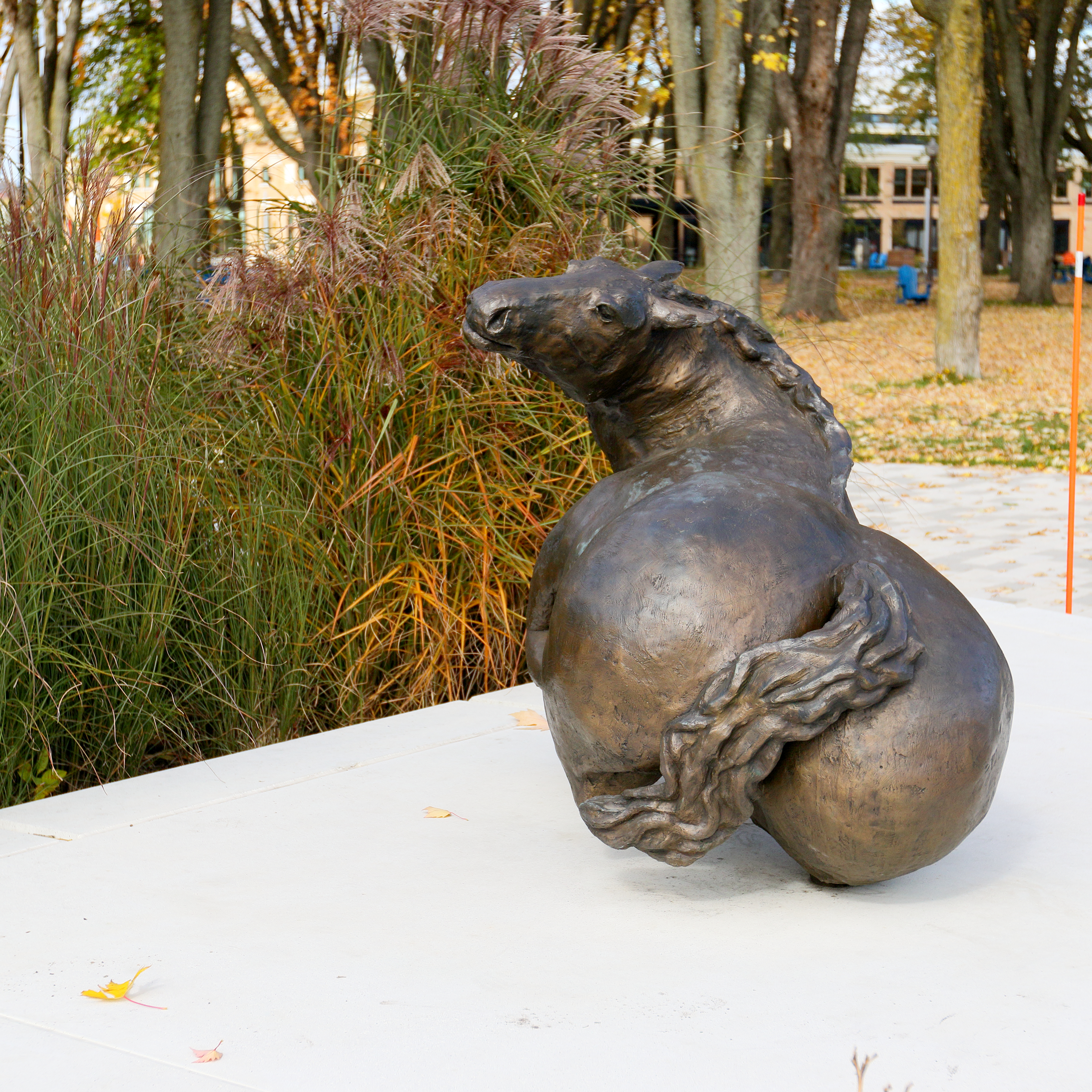
Equa, œuvre de François Léger (1997).
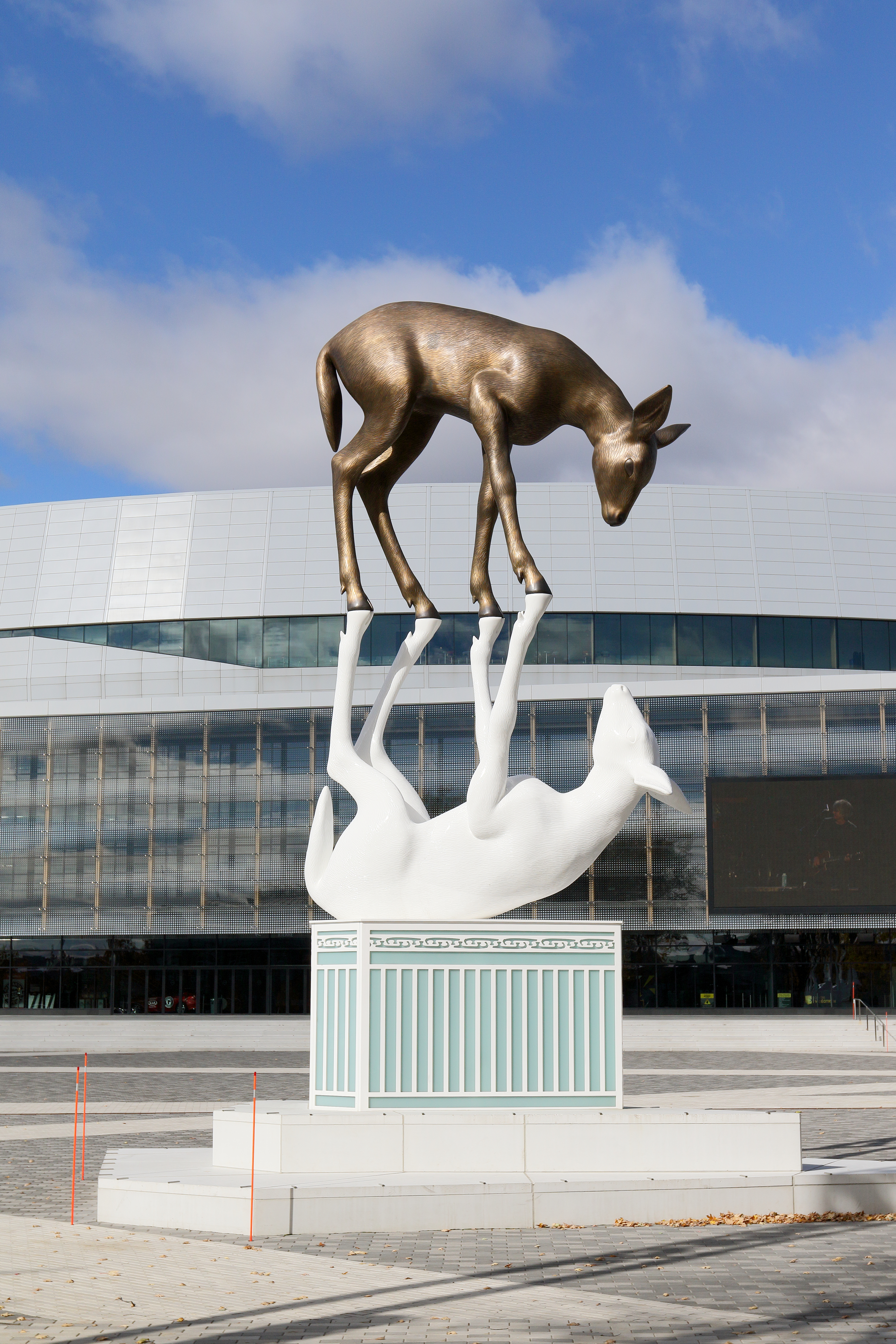
La Rencontre, œuvre de Cooke-Sasseville (2017).
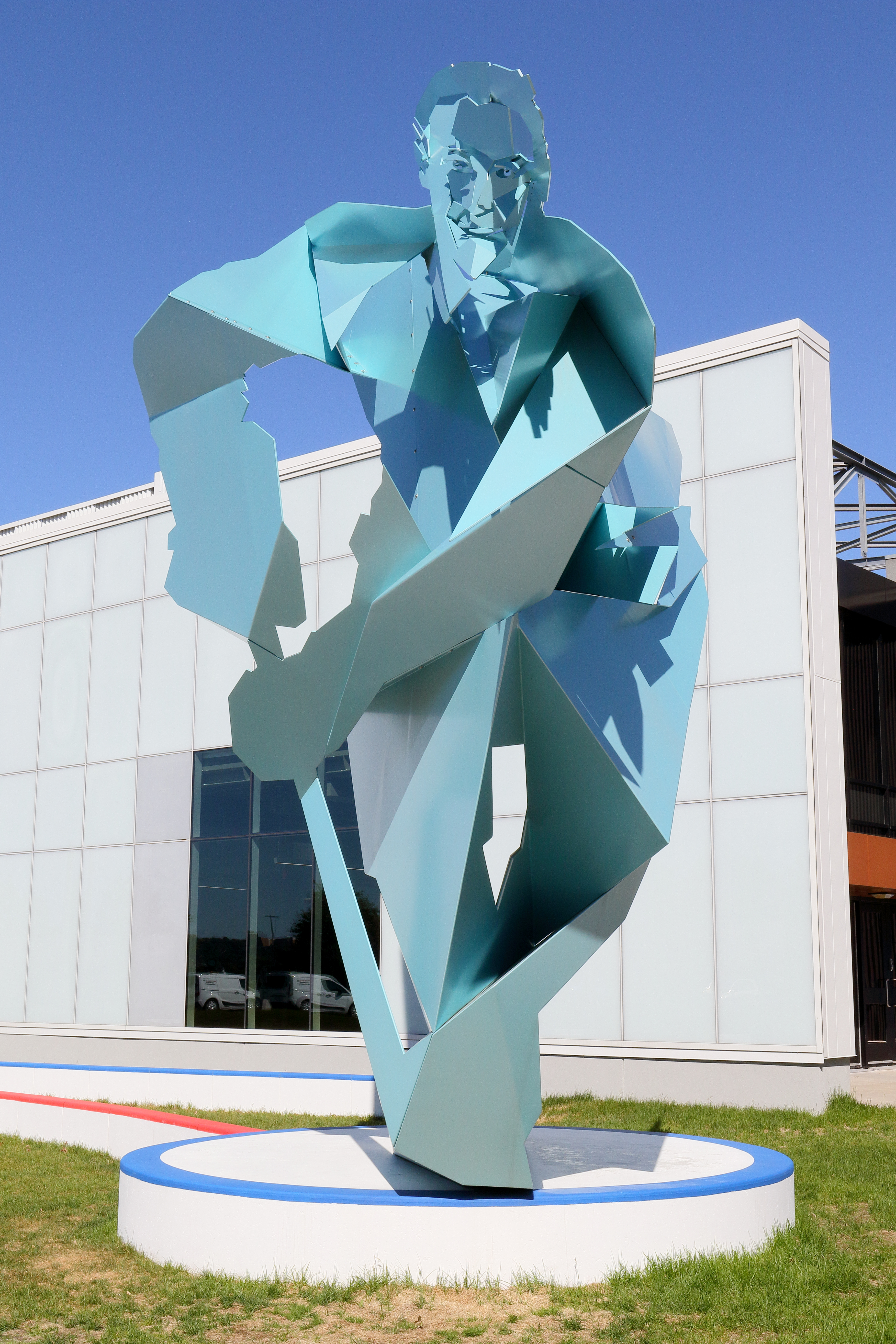
Briser la glace, œuvre d'Éric Lapointe (2018).

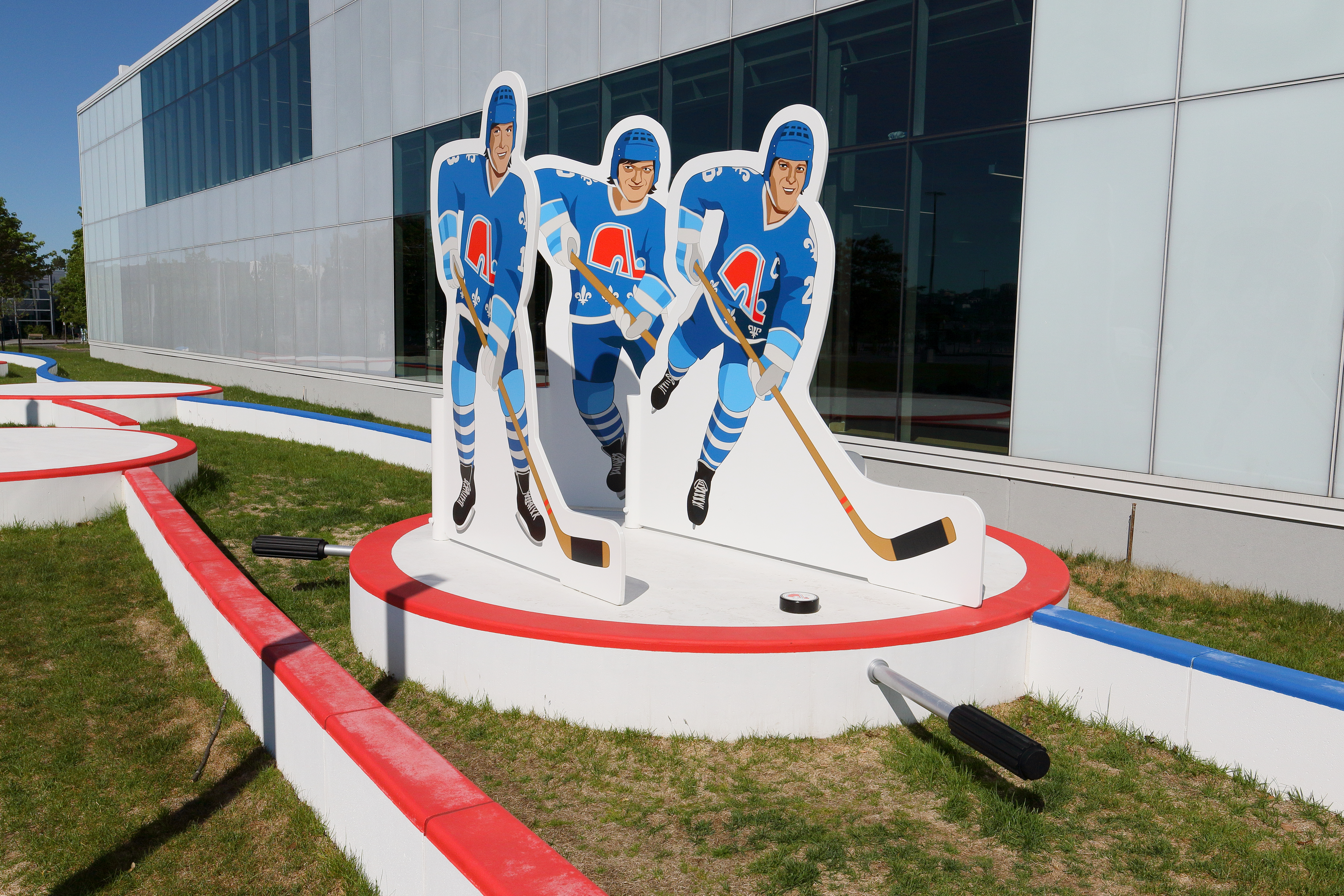
Toucher la cible, œuvre de Pierre Brassard et Marie-Pier Lebeau Lavoie (2019).
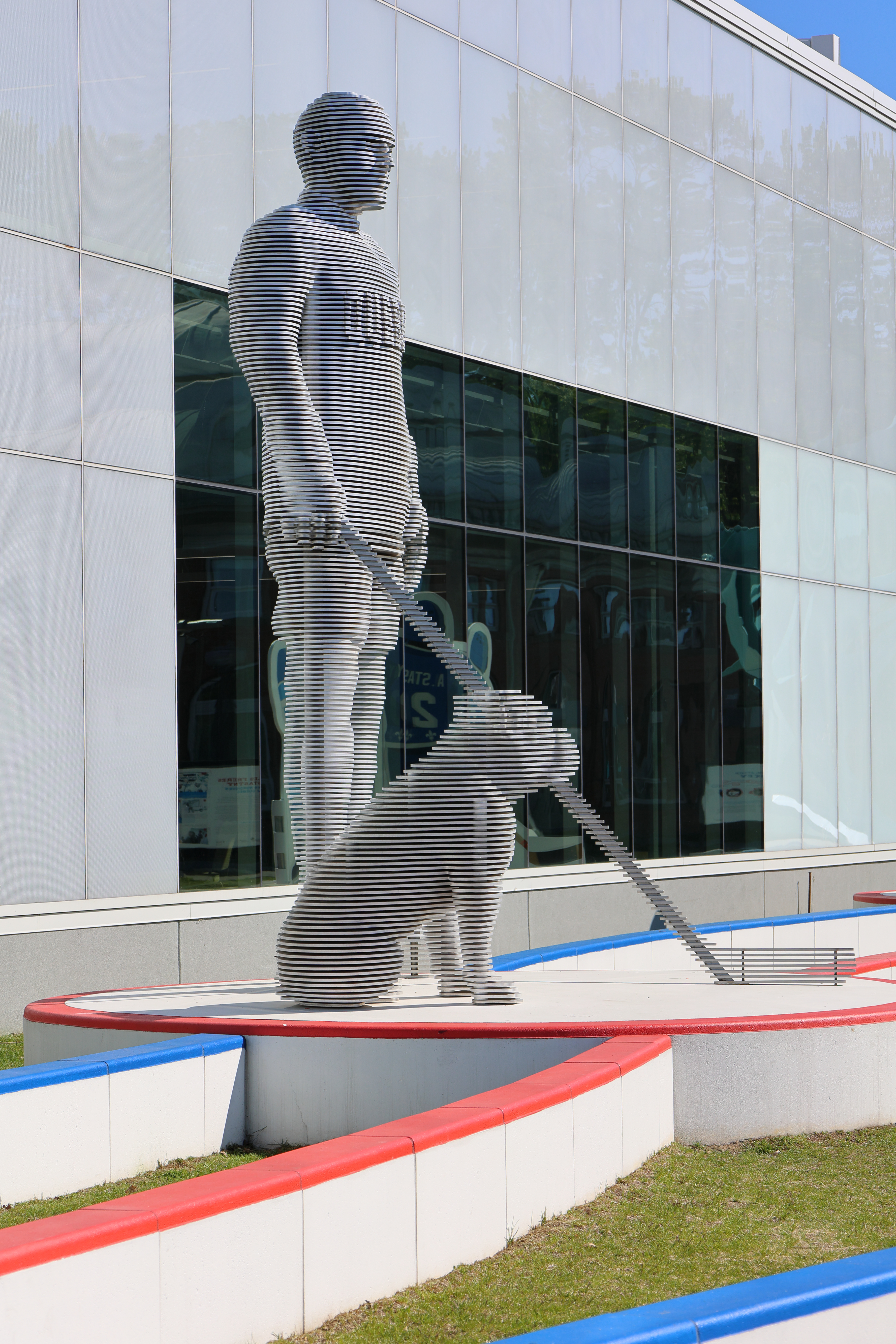
Joe Malone ou Phantom Joe, œuvre de Frédéric Laforge (2021).
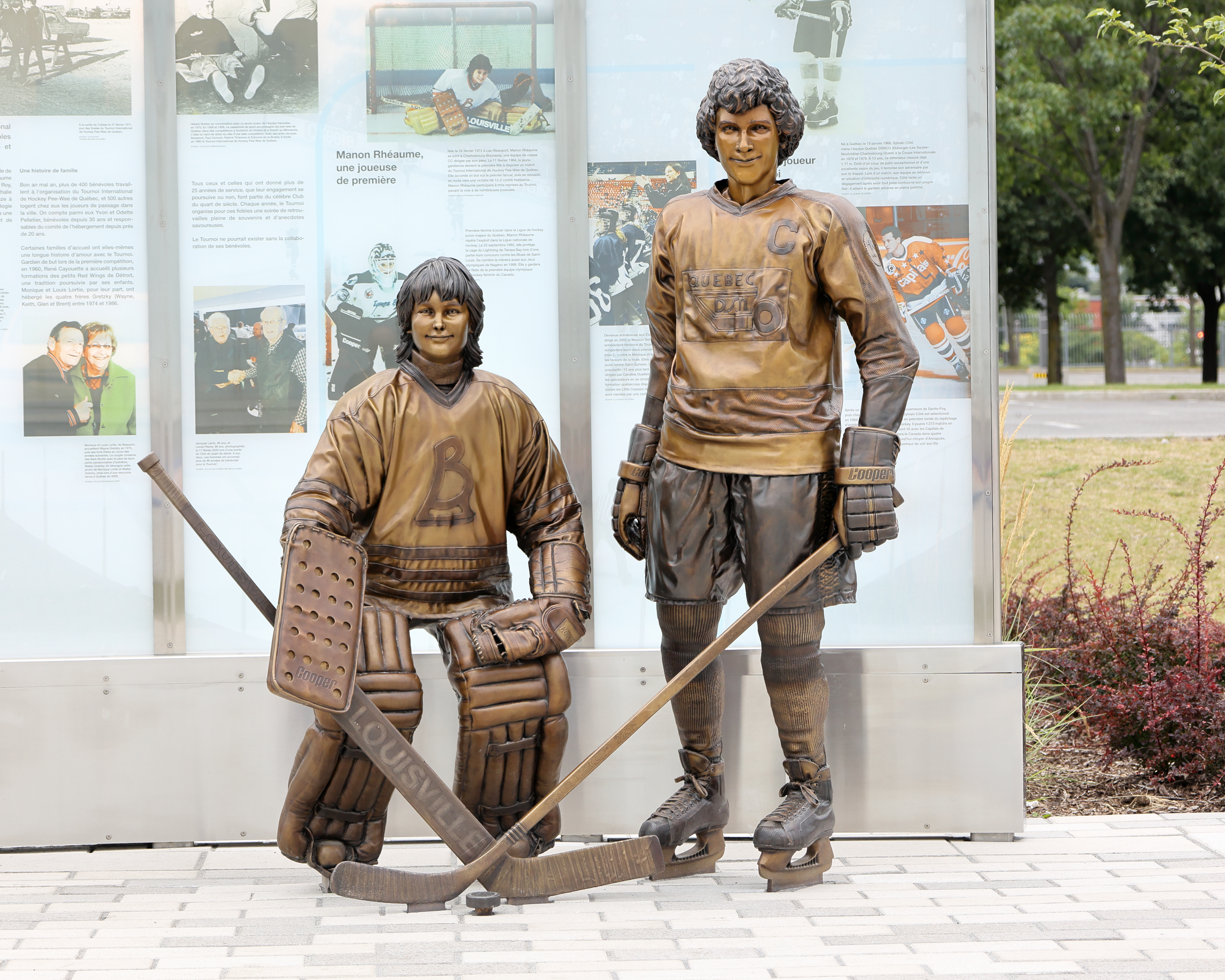
Hommage aux bénévoles du tournoi Pee-Wee de Québec, œuvre de Guillaume D. Cyr (2021).